# Janice Rand
Janice Rand è un personaggio immaginario dell'universo fantascientifico di Star Trek. Viene interpretata dall'attrice Grace Lee Whitney in 8 episodi della serie classica; in quattro film con protagonista l'equipaggio della serie classica; in un episodio della serie Voyager e nelle due serie fanfiction Star Trek: New Voyages e Star Trek: Of Gods and Men. Il personaggio appare inoltre in alcuni romanzi e fumetti del franchise.
Janice Rand è l'attendente personale del capitano James T. Kirk sull'astronave USS Enterprise NCC-1701, durante il primo anno della sua missione quinquennale.
È uno dei personaggi maggiormente amati dai fan, le cui richieste ne hanno favorito il ritorno nel film del 1979 Star Trek, ed è considerata una parte importante della storia del franchise. La cancellazione del personaggio è stata oggetto di controversie, anche a causa di una molestia sessuale subita dall'attrice Grace Lee Whitney da parte di un non meglio identificato dirigente associato, e il suo licenziamento è stato particolarmente traumatico per lei, precipitandola nell'abuso di droghe e alcool.

## Storia del personaggio
Janice Rand è nata nel 2242 e si è laureata all'Accademia della Flotta Stellare. In qualità di attendente del capitano, prepara i registri di bordo e i rapporti che Kirk deve firmare. Controlla inoltre la dieta del capitano, prescrittagli dal dottor McCoy. È lei a portare in plancia il caffè per gli ufficiali. Talora però lo accompagna anche nelle missioni sulla superficie dei pianeti. Durante una di queste viene contagiata dal virus 2250-678, dal quale poi guarisce grazie al vaccino realizzato con mezzi di fortuna dal dottor McCoy.
In un'occasione di lei si innamora il giovane Charlie Evans, ma quando la Rand lo respinge, questi prende il controllo della nave con i suoi poteri paranormali, ed è necessario l'intervento di una specie aliena, i Thasiani, per riuscire a sconfiggerlo.
Dopo il primo anno della prima missione quinquennale dell'Enterprise, Rand viene trasferita e scompare dalla serie. Sull'Enterprise ristrutturata al comando del capitano Willard Decker (e poi dell'ammiraglio Kirk), è l'addetta al teletrasporto mentre la Flotta deve affrontare la crisi V'ger. In quest'occasione non può fare alcunché per evitare la morte di due membri dell'equipaggio durante un guasto del teletrasporto.
Nel corso della crisi dovuta alla Sonda delle Megattere è assegnata al Quartier generale della Flotta Stellare di San Francisco, poi ritorna nello spazio come Ufficiale addetto alle Comunicazioni a bordo della USS Excelsior NCC-2000 agli ordini del capitano Hikaru Sulu, dove conosce il giovane guardiamarina Tuvok, destinato a una lunga carriera nella Flotta Stellare.

## Caratteristiche
Inizialmente il capitano Kirk si mostra a disagio ad accettare una donna come attendente; poi però l'attrazione fisica esercitata da Janice nei confronti di tutti i suoi colleghi fa sì che questo imbarazzo venga superato, nonostante l'attendente cerchi di mantenere sempre un atteggiamento assai professionale. In un'occasione uno dei due Kirk si innamora addirittura di lei.
Janice Rand, come tutte le belle donne che prestano servizio sulla nave, è piuttosto vanesia: lei stessa ammette di far di tutto per mettere in evidenza le proprie bellissime gambe.
Ha però un carattere molto affabile, tanto che ha fatto amicizia addirittura con una pianta, la quale fa le fusa ogni volta che Rand le si avvicina. Non era più a bordo dell'Enterprise durante l'incidente dei triboli.

## Sviluppo
Nel 1966 Gene Roddenberry, ideatore di Star Trek, scelse l'attrice Grace Lee Whitney per il ruolo dell'attendente Janice Rand, assistente personale del capitano James T. Kirk, nella serie classica. Whitney dichiarò: "Seguivo una dieta a base di pillole per restare magra – ed ero molto magra. Dovevo entrare nelle divise e ci riuscivo a fatica per cui passai alle anfetamine". Whitney apparì in otto dei primi tredici episodi, dopodiché fu licenziata.

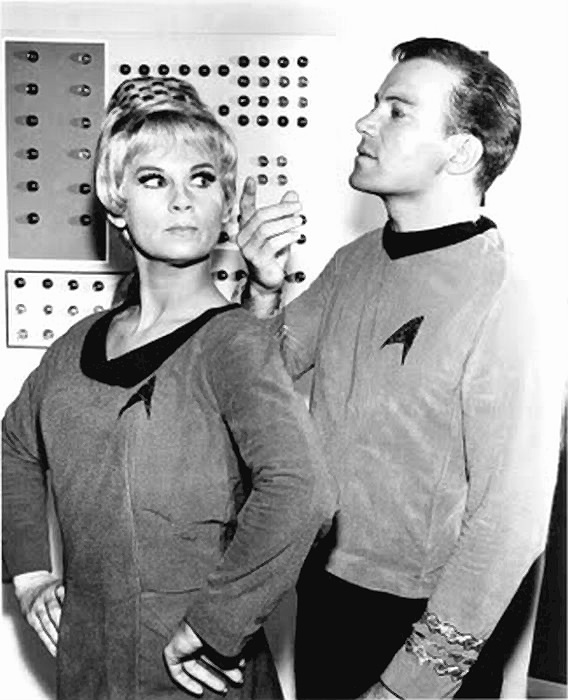
Grace Lee Whitney con William Shatner nel 1966

Janice Rand avrebbe dovuto essere uno dei personaggi principali e più importanti della serie classica. Tra Janice Rand e il capitano Kirk, inoltre, c'era una certa attrazione; nonostante ciò, tra i due personaggi non c'era altro che una relazione professionale. Secondo le intenzioni iniziali, il personaggio avrebbe dovuto subire però un'ulteriore evoluzione, divenendo il consigliere personale del capitano Kirk, oltre al suo interesse amoroso; tuttavia, durante la produzione della prima stagione i dialoghi e la presenza di Janice Rand vennero ridotti, facendone un personaggio di sfondo.
Ancor prima della fine della prima stagione, l'attrice Grace Lee Whitney venne informata che il personaggio di Janice Rand sarebbe stato cancellato su richiesta della rete, con la motivazione che la sua presenza ostacolava il desiderio da parte dei produttori che Kirk fosse libero da impegni amorosi. Roddenberry, tuttavia, ha sostenuto che la cancellazione del personaggio fosse dovuta a una mera questione di tagli dei costi, poiché la serie si stava rivelando più dispendiosa del previsto. L'attrice stessa ha confermato che la volontà di dipingere Kirk come un libertino era probabilmente una delle ragioni del suo licenziamento, ma suggerendo che pensava che la vera motivazione avesse un'altra ragione. In seguito, infatti, affermò di essere stata molestata sessualmente da un dirigente associato della serie mentre era ancora sotto contratto.
Successivamente Gene Roddenberry si scusò per aver ceduto alla volontà della rete di cancellare il personaggio di Janice Rand, affermando che "è stato l'errore più stupido" che avesse mai commesso, e molti membri del cast rimasero scioccati dalla sua partenza. In un'intervista pubblica dichiarò che in quei giorni difficili fu Leonard Nimoy la sua principale fonte di supporto. Maggiori dettagli sulla violenza sessuale subita furono inclusi nel suo libro, The Longest Trek, in cui però il nome del dirigente viene taciuto, affermando che «questa è la mia storia, non la sua».
In una successiva intervista, a proposito dell'uscita di scena del suo personaggio, Whitney affermò: «Volevano che William Shatner avesse in ogni episodio una storia con una ragazza diversa, perché il fatto che stesse sempre con la stessa non era una cosa positiva né per lui, né per il pubblico. Questo è quello che mi dissero, per cui fui cancellata dallo show. C'erano due ragazze bionde e una ragazza di colore. Nichelle era un personaggio più importante e non poteva essere cancellata. In America tutto è politico. A doversene andare doveva essere una delle due bionde. L'altra [Majel Barrett] era fidanzata con il capo, per cui indovinate chi se ne andò? Quasi mi suicidai. E cominciai a bere, questo è quello che si fa, si beve per sbarazzarsi del dolore. Ero veramente impazzita. Mio Dio, quanto è stata dura».
Negli anni settanta DeForest Kelley la vide elencata in una lista dei disoccupati e le riferì che i fan della serie chiedevano continuamente di lei alle convention. Questo le permise di partecipare al primo film della saga Star Trek, del 1979, e successivamente anche ai film Rotta verso la Terra e Rotta verso l'ignoto, oltre ad avere un ruolo nell'episodio Flashback della terza stagione della serie televisiva Star Trek: Voyager, che contiene numerosi richiami a Rotta verso l'ignoto e in cui appare come guest star. Successivamente ha partecipato ad alcune produzioni fanfiction, prima di morire nel 2015.

## Interpreti

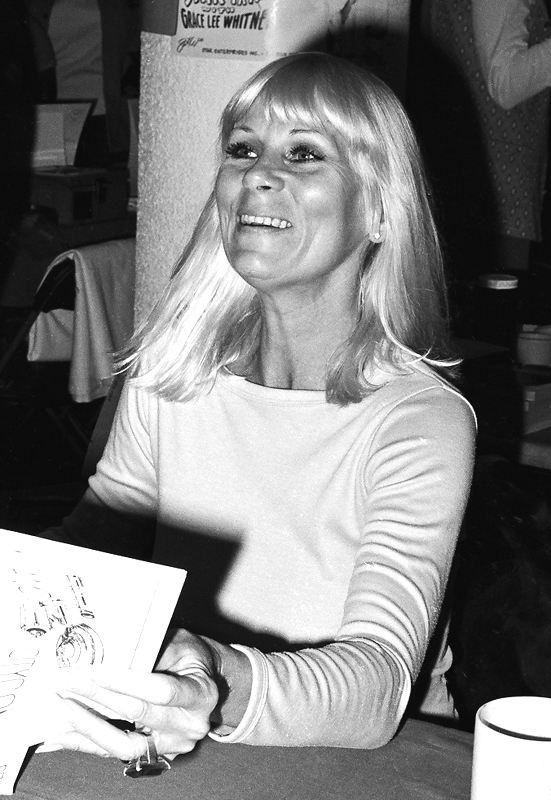
Grace Lee Whitney, interprete di Janice Rand

Il personaggio di Janice Rand viene interpretato dall'attrice statunitense Grace Lee Whitney, che la impersona nel 1966, negli otto episodi della prima stagione della serie classica: Trappola umana (The Man Trap),  Il naufrago delle stelle (Charlie X), Al di là del tempo (The Naked Time), Il duplicato (The Enemy Within), Miri (Miri), L'espediente della carbonite (The Corbomite Maneuver), La magnificenza del re (The Conscience of the King) e La navicella invisibile (Balance of Terror). Dopo l'abbandono della serie a metà della prima stagione, l'attrice torna a interpretare il personaggio di Janice Rand nei film con protagonista l'equipaggio della serie classica, Star Trek (Star Trek: The Motion Pictures, 1979), Star Trek III - Alla ricerca di Spock (Star Trek III: The Search for Spock, 1984), Rotta verso la Terra (Star Trek IV: The Voyage Home, 1986) e Rotta verso l'ignoto (Star Trek VI: The Undiscovered Country, 1991). 
Whitney impersona ancora Janice Rand nell'episodio Flashback (1996) della terza stagione della serie televisiva Star Trek: Voyager e nelle serie fanfiction destinate al web o distribuite direct-to-video Star Trek: Of Gods and Men e Star Trek: New Voyages, entrambe del 2007. In altri sei episodi della webserie fanfiction New Voyages, inoltre, il personaggio di Janice Rand viene impersonato anche dall'attrice Meghan King Johnson .
Nella prima edizione in italiano della serie classica, il personaggio di Janice Rand viene doppiato da Laura Rizzoli, mentre nel secondo doppiaggio, da Valeria Perilli.

## Accoglienza
Grace Lee Whitney è una delle attrici della serie classica maggiormente amate dai fan, che chiedevano continuamente di lei alle convention, favorendo il suo ritorno a Star Trek nel 1979, e la stessa Whitney ha in seguito presenziato a numerose convention di Star Trek, fino alla sua morte nel 2015. Nonostante Janice Rand non abbia avuto la possibilità di venire sviluppata, realizzando pienamente il proprio potenziale, il personaggio viene considerato parte integrante della storia di Star Trek.
What Culture posiziona Janice Rand al nono posto in una lista dei dieci migliori personaggi della serie classica di Star Trek, con la motivazione che è in fondo alla lista, prima del capitano Christopher Pike, a causa della sua presenza all'interno della serie, ridotta a una manciata di episodi della prima stagione, ma che è comunque rappresentata come una donna intelligente e avrebbe meritato un ulteriore sviluppo.

## Merchandising
Il personaggio di Janice Rand è stato fatto oggetto di poche rappresentazioni nel merchandising del franchise di Star Trek, rispetto ad altri personaggi della serie, mentre viene fatta oggetto di action figure e bambole custom, tuttavia esistono alcuni giocattoli a lei ispirati.
- Nel 1995 la Playmates ha realizzato una action figure da 4½" così come appare nella serie classica,[16] ristampata poi nel 1995.[17] La stessa casa di giocattoli ha realizzato un'altra action figure di Janice Rand nel 1999, nella linea Star Trek - Transporter Series, in tiratura limitata a 10 000 esemplari.[18]

## Filmografia

### Cinema
- Star Trek (Star Trek: The Motion Pictures), regia di Robert Wise (1979)
- Star Trek III - Alla ricerca di Spock (Star Trek III: The Search for Spock), regia di Leonard Nimoy (1984)
- Rotta verso la Terra (Star Trek IV: The Voyage Home), regia di Leonard Nimoy (1986)
- Rotta verso l'ignoto (Star Trek VI: The Undiscovered Country), regia di Nicholas Meyer (1991)

### Televisione
- Star trek - serie TV, 8 episodi (1966)
- Star Trek: Voyager - serie TV, episodio 3x02 (1996)
- Star Trek: New Voyages - webserie fanfiction, 7 episodi (2007)
- Star Trek: Of Gods and Men - miniwebserie (2007)

### Videogiochi
- Star Trek Online (2010)

## Pubblicazioni (parziale)

### Romanzi
- (EN) Vonda N. McIntyre, Enterprise: The First Adventure, collana Star Trek, Pocket Books, 1990, ISBN 0671730320.
- (EN) John Byrne, Time's Echo, collana Star Trek: New Visions, n. 2, IDW Publishing, 2014, ISBN 9781631401190.
- (EN) Calvin Schmock, Star Trek. Necessary Events, 2020, ISBN non esistente.

### Fotoromanzi
- (EN) Harold Livingston e Alan Dean Foster, Star Trek: The Motion Picture. The Photostory, a cura di Richard J. Anobile, collana Star Trek Fotonovel, Pocket Books, 1980, ISBN 0671830899.

### Fumetti
- (EN) Allan Asherman, Who's Who in Star Trek, n. 2, DC Comics, aprile 1987.
- (EN) Chris Claremont, Debt of Honor, collana Star Trek, n. 55, Pocket Books, 1992, ISBN 1563890313.